# 土曜ドラマスペシャル (TBS)
『土曜ドラマスペシャル』（どようドラマスペシャル）は、1988年4月9日から1989年9月30日まで放送されたTBS系列の2時間ドラマ。放送日時は、毎週土曜日22:02 - 23:54（JST）である。

## 概要
サスペンス・ミステリー・ホームドラマなどの作品をラインナップしていた。なお、TBSが土曜に長時間ドラマ番組を編成したのは『ザ・サスペンス』が初の番組となったため、当番組は2つ目となったが1年半で放送を終了した。また、当番組の終了後に放送された2時間ドラマは作品のジャンルに応じて放送番組を変更していた（後述）。

## 番組案内
22:00 - 22:02（実質は22:01まで）に『今夜のドラマスペシャル』というタイトルで、今日のこの番組の放送内容を伝えた。

## 制作局
ドラマ制作はTBSが担当したが、毎日放送が担当した作品もわずかに混在する。

## 放映リスト
サブタイトルは一部の作品を除き、省略した。
| 作数 | 放送日          | タイトル                                              | 主演       | 備考 |
| ---- | --------------- | ----------------------------------------------------- | ---------- | --- |
| 1    | 1988年 04月09日 | 塀の中の懲りない面々（2） －希望の出所篇－            | 渡瀬恒彦   | 『水曜ドラマスペシャル』で放送された作品の続編                                                                                   |
| 2    | 1988年 04月16日 | 五木寛之の朱夏の女たち                                | かたせ梨乃 | |
| 3    | 1988年 04月23日 | おやじのヒゲ3                                         | 森繁久彌   | 過去2作は『水曜ドラマスペシャル』で放送                                                                                          |
| 4    | 1988年 04月30日 | 付添婦物語（3）                                       | 坂口良子   | 『水曜ドラマスペシャル』では「付き添い婦物語」という題で放送                                                                     |
| 5    | 1988年 05月07日 | レモンの香りのする女                                  | 浅野温子   | |
| 6    | 1988年 05月14日 | 神の汚れた手                                          | 渡瀬恒彦   | 石坂浩二が脚本を務めた作品 |
| 7    | 1988年 05月21日 | 五年目の夫                                            | 市原悦子   | |
| 8    | 1988年 05月28日 | 源氏鶏太「重役の椅子」より                            | 小林薫     | |
| 9    | 1988年 06月11日 | 外科東病棟（1）                                       | 中村雅俊   | |
| 10   | 1988年 06月18日 | 東京恋物語                                            | 十朱幸代   | |
| 11   | 1988年 06月25日 | 対決！江戸っ子姑と浪花っ子姑（1）                     | ミヤコ蝶々 | |
| 12   | 1988年 07月02日 | 放送作家日向陽子                                      | 秋野暢子   | |
| 13   | 1988年 07月09日 | 青春夫婦物語 恋子の毎日・II                           | 田中裕子   | 『水曜ドラマスペシャル』で放送した作品の続編                                                                                     |
| 14   | 1988年 07月16日 | ポルノ女優小夜子の遺産                                | 南條玲子   | 「ポルノ女優小夜子」シリーズ第3作 （過去2作は『水曜ドラマスペシャル』で放送）                                                    |
| 15   | 1988年 07月23日 | 一発逆転夫婦                                          | 岡田奈々   | |
| 16   | 1988年 07月30日 | 初恋センター あなたの初恋捜します                     | 手塚理美   | |
| 17   | 1988年 08月06日 | 孔雀警視と銀座の恋の物語                              | 賀来千香子 | 『水曜ドラマスペシャル』でも放送されたが、その時の主演は志穂美悦子だった                                                         |
| 18   | 1988年 08月13日 | ボクの乙女ちっく殺人事件                              | つみきみほ | |
| 19   | 1988年 08月20日 | 嫉妬のウエディング・ドレス                            | 森下愛子   | |
| 20   | 1988年 08月27日 | 東北四大祭り殺人事件                                  | 眞野あずさ | |
| 21   | 1988年 09月03日 | 森村誠一の殺人環状線                                  | 田中美佐子 | |
| 22   | 1988年 09月10日 | ロマンチック街道 恋に落ちて                           | 草刈正雄   | |
| 23   | 1988年 09月17日 | 四万十川 あつよしの夏                                 | 泉ピン子   | 第26回ギャラクシー賞奨励賞受賞作品 1989年日本民間放送連盟賞優秀賞受賞作品                                                        |
| 24   | 1988年 09月24日 | マンション管理人の災難                                | 小堺一機   | |
| 25   | 1988年 10月01日 | それぞれの旅立ち                                      | 坂口良子   | |
| 26   | 1988年 10月15日 | 塀の中の懲りない面々3 －嵐の完結編－                  | 渡瀬恒彦   | 『月曜ドラマスペシャル』で同シリーズが復活し、2作品が放送された                                                                  |
| 27   | 1988年 10月22日 | おやじのヒゲ4                                         | 森繁久彌   | |
| 28   | 1988年 10月29日 | 奥さま株をどうぞ                                      | 篠ひろ子   | |
| 29   | 1988年 11月05日 | 風よ、鈴鹿へ                                          | 川谷拓三   | 第28回日本テレビ技術賞奨励賞受賞（録音）作品 （著者・出演：島田紳助）                                                            |
| 30   | 1988年 11月12日 | いたずら電話をする女                                  | 田中健     | |
| 31   | 1988年 11月19日 | 妻と夫の危険な夏 －軽井沢－                           | かたせ梨乃 | |
| 32   | 1988年 11月26日 | ラストバラードは君に…                                 | 萩原健一   | |
| 33   | 1988年 12月03日 | ちょっとだけ覗かせて（1）                             | 山田邦子   | |
| 34   | 1988年 12月10日 | 逃げて逃げて…                                         | 大原麗子   | |
| 35   | 1988年 12月17日 | あなたが大好き                                        | 真田広之   | |
| 36   | 1988年 12月24日 | 追憶のクリスマス・イブ                                | 川崎麻世   | |
| 37   | 1989年 01月14日 | わが母の教えたまいし                                  | 田中裕子   | 第26回ギャラクシー賞奨励賞受賞作品 （※「向田邦子新春スペシャル（向田邦子特別企画）」として放送）                                 |
| 38   | 1989年 01月21日 | 冬の旅・女ひとり                                      | 池上季実子 | 高橋由美子のドラマデビュー作 |
| 39   | 1989年 01月28日 | 差し入れ屋さん物語                                    | ミヤコ蝶々 | 差入店を題材にした作品 |
| 40   | 1989年 02月04日 | カラダ記念日                                          | 小林薫     | 「サラダ記念日」のパロディ作品 （原作：筒井康隆 『薬菜飯店～カラダ記念日』）                                                     |
| 41   | 1989年 02月11日 | 純愛せんせい取材日記 －覗き部屋の女－                 | 加藤剛     | |
| 42   | 1989年 02月18日 | この子誰の子？ おかしなカップル湯けむりツアー         | 賀来千香子 | |
| 43   | 1989年 02月25日 | 新・東京物語                                          | 市毛良枝   | |
| 44   | 1989年 03月11日 | 高田純次の女で出世する方法                            | 高田純次   | |
| 45   | 1989年 03月18日 | 神戸の美女は三代目                                    | 浅野ゆう子 | 神戸を舞台とした長編小説、『二代目はクリスチャン』とは無関係 （※このドラマの主人公の父は「ヤクザの二代目組長」という設定である） |
| 46   | 1989年 03月25日 | まくりの勝っちゃん一発逆転                            | 風間杜夫   | |
| 47   | 1989年 04月08日 | コント赤信号の『サラリー漫遊記』                      | 渡辺正行   | |
| 48   | 1989年 04月15日 | 娘と私のアホ旅行 夢のスペイン珍道中                   | 有馬稲子   | 全編海外ロケ作品 （※バルセロナやグラナダなどで撮影が行われた）                                                                   |
| 49   | 1989年 04月22日 | パパはパパでも代理パパ                                | 水谷豊     | |
| 50   | 1989年 04月29日 | スティル・ライフ －霧子とマリエの犯罪的同棲生活       | 田中裕子   | 1989年 第27回ギャラクシー賞奨励賞受賞作品                                                                                        |
| 51   | 1989年 05月06日 | 六千万円抱かされた女                                  | 田中美佐子 | |
| 52   | 1989年 05月13日 | 花のいのち                                            | 古手川祐子 | |
| 53   | 1989年 05月20日 | ママはライバル！母娘刑事 エリート警視とヒラ巡査       | 丘みつ子   | |
| 54   | 1989年 05月27日 | ガンを告げる瞬間 生きて、いま富士に立つ               | 三浦友和   | （※当初は1988年10月1日に放送する予定だったが、別の作品に変更した）                                                               |
| 55   | 1989年 06月03日 | おやじのヒゲ5                                         | 森繁久彌   | "6"以降は『月曜ドラマスペシャル』で放送                                                                                          |
| 56   | 1989年 06月10日 | 太平洋ベビーII                                        | 草笛光子   | 『水曜ドラマスペシャル』で放送した作品の続編                                                                                     |
| 57   | 1989年 06月17日 | アメリカ映画みたいに －春にして君を離れ－             | 古谷一行   | |
| 58   | 1989年 07月01日 | 地下道で会った二人                                    | 西郷輝彦   | |
| 59   | 1989年 07月08日 | ポルノ女優小夜子の最後の冒険                          | 南條玲子   | 「ポルノ女優小夜子」シリーズ最終作                                                                                               |
| 60   | 1989年 07月15日 | （秘）女保険調査員II                                  | 浜木綿子   | 『水曜ドラマスペシャル』で放送した作品の続編                                                                                     |
| 61   | 1989年 07月29日 | 孔雀警視とSP大作戦 お姐ちゃんハングライダーで危機脱出 | 賀来千香子 | |
| 62   | 1989年 08月05日 | 蝮（マムシ）のようなレディ                            | 范文雀     | |
| 63   | 1989年 08月12日 | 五島・福江行                                          | 渡瀬恒彦   | |
| 64   | 1989年 08月19日 | 愛情地獄 疑惑の銃弾が平和な家庭を引き裂いた！         | 宮崎ますみ | |
| 65   | 1989年 08月26日 | 見えない情事                                          | 藤真利子   | |
| 66   | 1989年 09月02日 | 細い赤い糸                                            | かたせ梨乃 | |
| 67   | 1989年 09月09日 | 愛人さまのお通りだい！                                | 井上順     | |
| 68   | 1989年 09月16日 | 過去の消えた女                                        | 高橋恵子   | |
| 69   | 1989年 09月23日 | 対決！江戸っ子姑と浪花っ子姑 2                        | ミヤコ蝶々 | |

## 終了後の動き
『土曜ドラマスペシャル』の放送が終了した後は下記の2番組（ともに2時間ドラマ）に分割され、ジャンルに応じて放送する番組が振り分けられた。
- 『月曜ドラマスペシャル』
  - 1989年10月2日放送開始。ミステリー・サスペンスなどの作品を放送。
- 『ドラマチック22』（）
  - 1989年10月7日放送開始。主にコメディタッチの作品を放送。